# Joseph-Dominique d'Inguimbert
Joseph-Dominique d'Inguimbert, in religione Malachia (Carpentras, 26 agosto 1683 – Carpentras, 6 settembre 1757), è stato un arcivescovo cattolico, teologo e archivista francese.

## Biografia
Figlio di Esprit-Joseph d'Inguimbert e Anne de la Plane, egli si avvicina alla religione grazie ad una zia, Ursuline, che a Pernes-les-Fontaines, si fa carico dell'istruzione di Joseph-Dominique. Tornato a Carpentras, compì studi umanistici presso il collegio dei gesuiti, poi si unì ai domenicani nel 1698. I suoi superiori lo mandarono a perfezionare le sue conoscenze teologiche e filosofiche ad Aix-en-Provence nel 1700. Il sostegno del conte De Simiane gli permise nel 1702 per terminare gli studi a Parigi, al collegio Saint-Jacques dove fu oggetto di accuse di eresia. Andò a La Rochelle in attesa di un imbarco per l'America, ma ne fu impedito a causa della sua salute, sempre precaria. Il 24 settembre 1707 fu ordinato sacerdote ed ebbe l'opportunità di partire per Roma nel 1709.
Nel 1710 si rifugiò per la prima volta presso i trappisti in Toscana, prima di entrare a far parte dell'ordine presso il Convento di San Marco a Firenze. Fu quindi nominato alla cattedra di teologia scolastica presso l'Università di Pisa nel 1713, ma tornò alla badia del Buonsollazzo per vestire l'abito monacale nel 1714 e pronunciare i voti un anno dopo, scegliendo "Malachia" come nome religioso. All'abbazia di Casamari scrisse diverse opere teologiche. A Roma, diversi cardinali influirono sulla sua carriera, prima il cardinale Alessandro Albani, che lo assunse per scrivere la biografia di suo zio, papa Clemente XI, poi il cardinale Lorenzo Corsini, di cui d'Inguimbert divenne il confessore e teologo personale, responsabile della sua segreteria e della sua biblioteca.
Nel 1730 il cardinale Corsini divenne papa (col nome di Clemente XII) e d'Inguimbert ottenne titoli e rendite: dapprima nominato arcivescovo in partibus di Teodosia, venne traslato a vescovo di Carpentras durante l'assedio del 1735, dove fu fondatore dell'odierna Biblioteca Inguimbertina.

## Genealogia episcopale
La genealogia episcopale è:
- Cardinale Scipione Rebiba
- Cardinale Giulio Antonio Santori
- Cardinale Girolamo Bernerio, O.P.
- Arcivescovo Galeazzo Sanvitale
- Cardinale Ludovico Ludovisi
- Cardinale Luigi Caetani
- Cardinale Ulderico Carpegna
- Cardinale Paluzzo Paluzzi Altieri degli Albertoni
- Cardinale Gaspare Carpegna
- Cardinale Fabrizio Paolucci
- Cardinale Francesco Barberini
- Cardinale Annibale Albani
- Arcivescovo Joseph-Dominique d'Inguimbert, O.Cist

## Opere
- Specimen catholicae veritatis... exhibitum a F. Malachia d'Inguimbert,..., Pistorii, apud J. S. Gatti, 1722, pièces limin., 261 p.
- Relazione della vita e morte di F. Colombano, monaco professo della badia di Buonsollazzo [da Malachia d'Inguimbert]..., In Roma, nella stamperia del Bernabò, 1724, pièces limin., 169 p.
- Vita di D. Malachia di Garneyrin,... scritta da F. Malachia d'Inguimbert. [Sentimenti pii e religiosi cavati dalla istruzioni o conferenze di don Armando Giovanni Le Boutillier di Ransé, abate della Trappa, raccolte da don M. de Garnevrin, allorchè era suo discepolo]..., In Roma, G. M. Salvioni, 1726, pièces limin., 272 p.
- Vita di Mons. Don Bartolomeo de' Martiri, arcivescovo di Braga, dell' ordine de' Predicatori, scritta da Fr. Malachia d'Inguimbert,..., In Roma, G. Mainardi, 1727, XLVI-640 p.
- La Teologia del chiostro, overo la Santità e le obbligazioni della vita monastica, opera composta e pubblicata da un'abbate dell' ordine cisterciense, In Roma, nella stamperia di A. de' Rossi, 1731/1736.